# Velencei-tavi madárrezervátum Természetvédelmi Terület
A Velencei-tavi madárrezervátum  Természetvédelmi Terület a nemzetközi jelentőségű vadvizek jegyzékébe Dinnyés és Velence név alatt bejegyzett védett terület (ún. Ramsari terület) északi részét alkotó vizes élőhely Gárdony Dinnyés nevű városrésze és Pákozd nagyközség között.

## Jellemzői
A Velencei-tó 26 km² területével hazánk harmadik legnagyobb tava, átlagos vízmélysége 1,5 méter. A 19. században, Herman Ottó idejében, ahogy ezt műveiből tudjuk, még az egész tó területén szinte háborítatlanul éltek a vízimadarak. Mostanra a turizmus, a hétvégi házak a vízimadarak fészkelő területét a tó területének nyugati sarkába, alig több mint 4,2 km²-re szorították vissza. Ezt a nyugati részt a Magyar Madártani Intézet javaslatára 1958-ban nyilvánították védett természeti területté, és 1989-ben került fel a Ramszari egyezmény által védett területek közé. A Velencei-tavi madárrezervátumot a Dinnyési-fertő Természetvédelmi Területtől a 7-es főút és a 6213-as út, illetve a Budapest–Murakeresztúr-vasútvonal választja el. A két természetvédelmi terület együttesen képezi a Velence és Dinnyés ramsari területet.
Az öreg nádasok legfontosabb fészkelő madarai a nagy kócsag, a kanalasgém, a búbos vöcsök, a kis vöcsök és a nyári lúd.
A növényvilág tekintetében természetvédelmi szempontból a legjelentősebb az eredeti lápi vegetáció, az úszóláp fenntartása, védelme. Kiemelten védett növénye ennek a lápi vegetációnak a hagymaburok és a tengermelléki káka.